# Jerônimo Bueno
Jerônimo Bueno nasceu por volta de 1598 em São Paulo e morreu em 1644.
Filho de Bartolomeu Bueno, o sevilhano, e de Maria Pires, era irmão de Amador Bueno, o Aclamado, e do bandeirante Francisco Bueno. Serviu os honrosos cargos da república em São Paulo, foi da governança da cidade.
Participou da bandeira ao Guayrá em 1628, na de 1633 ao Itatim, foi imediato de seu irmão Francisco Bueno na bandeira que em 1637 atacou diversas reduções no sertão do Taipe ou Tape, no  atual Rio Grande do Sul.
Quando morreu o irmão, a bandeira foi dividida entre Jerônimo e André Fernandes. Jerônimo Bueno levou sua tropa para diante, no fim do mês, atacar as doutrinas do Ijuí,  Candelária e Caaro, na denominada província do Uruguai. André Fernandes foi para as reduções do Tape e começou o ano de 1638 atacando duramente a redução de Santa Teresa, noroeste do rio Taquari. Com isso os jesuítas foram expulsos para além do rio Uruguai, não lhes restando mais que aldeias sobre o rio Ibicuí, mais a sudoeste. André Fernandes sofreu grande revés em Caazapamirim no final de 1638 e retornou a São Paulo. Já Jerônimo, vendo mortos o irmão e cunhados, juntou o resto da companhia e voltou a São Paulo, andando meses sem rumo certo, pois entrou em povoado somente no final do ano de 1639.
Penetrou no sertão outra vez no posto de capitão-mor da tropa  que em 1644 foi conquistar os chamados índios bacãs nas margens do rio Paraguai (possivelmente bacaeris) em domínios de Castela, perecendo então com toda a sua tropa de modo não sabido.
Casamento em 1631 com Clara Parente, filha do afamado Manuel Preto e de Águeda Rodrigues, tornando-se sua descendência tronco de todos os Furquins. Seus filhos foram:
- 1 - Jerônimo Bueno, o Perna de Pau, bandeirante ativo que fez seu testamento em 12 de outubro de 1693 no qual declarou: «Declaro que meu sobrinho Bartolomeu Bueno, para ver  sossegado a seu cunhado o capitão Manuel de Camargo lhe deu mais do que lhe tocava 62$500 réis e vendo eu que o dito meu sobrinho os dava de seu primor lhe disse q uehavendo quitação em forma lhos daria, e como até o presente não me deu corrente lhe não tenho satisfeito, que dando-a, mando que se lhe dê, os ditos 62$500 réis»...  Estivera no sertão do que depois seria Goiás em 1664 e 1665 na bandeira do capitão-mor Francisco Lopes Benavides, sertanejou ainda em 1677 e 1685. Não foi casado e faleceu de um tiro de espingarda na vila de São Paulo, morrendo com testamento lido em 12 de outubro de 1693. Seu inventário aberto em 1695 diz que morrera no sertão neste ano, quando na Itaverava procurava alcançar o rio das Velhas. Houve a esse respeito petição do capitão José Ortiz de Camargo (filho de Cláudio Furquim Francês) contra Diogo Bueno, curador dos órfãos de sua sogra Clara Parente (de quem era legítima herdeira sua mulher Isabel Ribeiro) escrito por seu filho, e tendo por procurador o Padre Félix Nabor de Camargo, no qual José Ortiz de Camargo alegava  a entrega de «60 e tantos mil réis ao defunto seu sobrinho Bartolomeu Bueno de Siqueira para  composição do capitão Manuel de Camargo, como consta de sua quitação e declara em seu testemento o mesmo defunto Jerônimo Bueno» (por concerto sub-repticio que fez seu cunhado Jerônimo Bueno com os herdeiros de sua  irmã Maria Bueno, dando-lhes na mesma composição 50 mil réis de mais e perdoando-lhes os 75 mil réis que eram a dever por parte d sua mãe Maria Bueno, além de 40 mil réis que ppagou por seu sobrinho Manuel de Siqueira, pelo desobrigar de certo requerimento de casamento, o que é público; e assim mais fez entrega de 60 e tantos mil réis ao defunto seu sobrinho Bartolomeu Bueno de Siqueira para composição do capitão Manuel de Camargo, como consta de sua quitação e declara em seu testamento Jerônimo Bueno».

- 2 - Maria Bueno, casada com Lourenço Siqueira de Mendonça e mãe do afamado bandeirante Bartolomeu Bueno de Siqueira.